# Electrodo de calomelanos

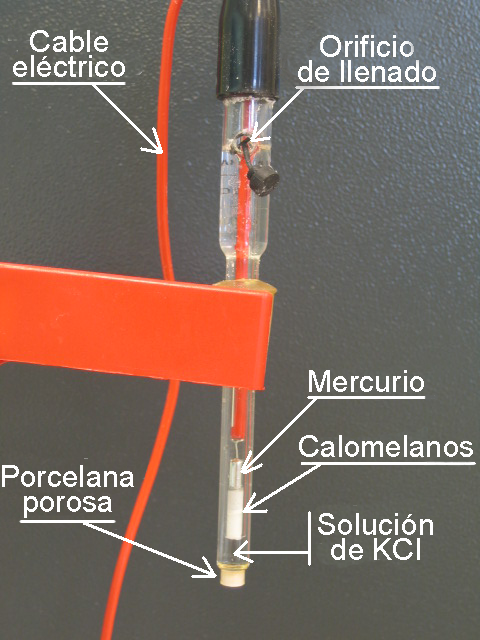
Electrodo de referencia de calomelanos.

El electrodo de calomelanos o electrodo saturado de calomelanos (SCE por sus siglas en inglés) es un electrodo de referencia basado en la reacción entre mercurio y cloruro de mercurio (I). La fase acuosa en contacto con el mercurio y el cloruro de mercurio (I), (Hg2Cl2, "calomelano"), es una disolución saturada de cloruro de potasio en agua. El electrodo está normalmente conectado por medio de una porcelana porosa a la disolución en la que está inmerso el otro electrodo. Este material poroso actúa como un puente salino.
En la nomenclatura de células electroquímicas el electrodo se escribe como:
{\displaystyle {\ce {Cl^- (4 M) | Hg_2Cl_2 (s) | Hg(l) | Pt}}}

## Teoría de funcionamiento
El electrodo está basado en la reacción redox:
{\displaystyle {\ce {Hg2Cl2(s) + 2 e^- <=> 2 Hg (l) + 2 Cl^- (aq)}}}
La ecuación de Nernst para esta reacción es
{\displaystyle E=E_{{\text{Hg}}_{2}^{2+}/{\text{Hg}}}^{\rm {o}}-{\frac {RT}{2F}}\ln \left({\frac {1}{a_{{\text{Hg}}_{2}^{2+}}}}\right)}
donde Eo es el potencial estándar de electrodo para la reacción y aHg es la actividad para el catión mercurio (la actividad para un líquido es 1). 
Esta actividad se puede conocer a partir del producto de solubilidad de la reacción
{\displaystyle {\text{Hg}}_{2}^{2+}+2\,{\text{Cl}}^{-}\rightleftharpoons {\text{Hg}}_{2}{\text{Cl}}_{2}{\text{(s)}},\qquad K_{\text{sol}}=a_{{\text{Hg}}_{2}^{2+}}\cdot a_{{\text{Cl}}^{-}}^{2}}
Reemplazando la actividad en la ecuación de Nernst con el valor de la ecuación de solubilidad, obtenemos la expresión
{\displaystyle E=E_{{\text{Hg}}_{2}^{2+}/{\text{Hg}}}^{\rm {o}}+{\frac {RT}{2F}}\ln K_{\text{sol}}-{\frac {RT}{2F}}\ln a_{{\text{Cl}}^{-}}^{2}}
La única variable en esta ecuación es la actividad (o concentración) del anión cloruro. Pero como la disolución interna está saturada con cloruro de potasio, esta actividad está fijada por la solubilidad del cloruro de potasio. Cuando está saturada, el potencial redox del electrodo de calomelanos es +0.2415 V frente al electrodo estándar de hidrógeno, pero es ligeramente mayor cuando la disolución no está saturada en cloruros.

## Aplicación
El electrodo de calomelanos se emplea en la medida de pH, voltametría cíclica y en electroquímica general en fase acuosa.
Este electrodo y el electrodo de referencia plata/cloruro de plata funcionan de igual modo. En ambos electrodos, la actividad del ion metálico está fijada por la solubilidad de la sal metálica.
El electrodo de calomelanos contiene mercurio que posee un riesgo para la salud por envenenamiento por mercurio mucho mayor que la plata metálica empleada en el electrodo Ag/AgCl.